# Гибриды насекомых
Межвидовое скрещивание насекомых — гибридизация особей различных видов насекомых. Наблюдается как в природе, так и при культивировании человеком (содержании в неволе) у целого ряда видов насекомых, преимущественно чешуекрылых (бабочек), жесткокрылых и некоторых перепончатокрылых. Гибриды насекомых могут быть внутривидовыми (при скрещивании различных подвидов), внутриродовыми (при скрещивании видов одного рода) или межродовыми (при скрещивании видов, относящихся к разным родам). Как правило, межвидовые гибриды не способны к размножению.
Исследование феномена межвидовой гибридизации имеет большое значение с точки зрения эволюционной биологии.

## Чешуекрылые

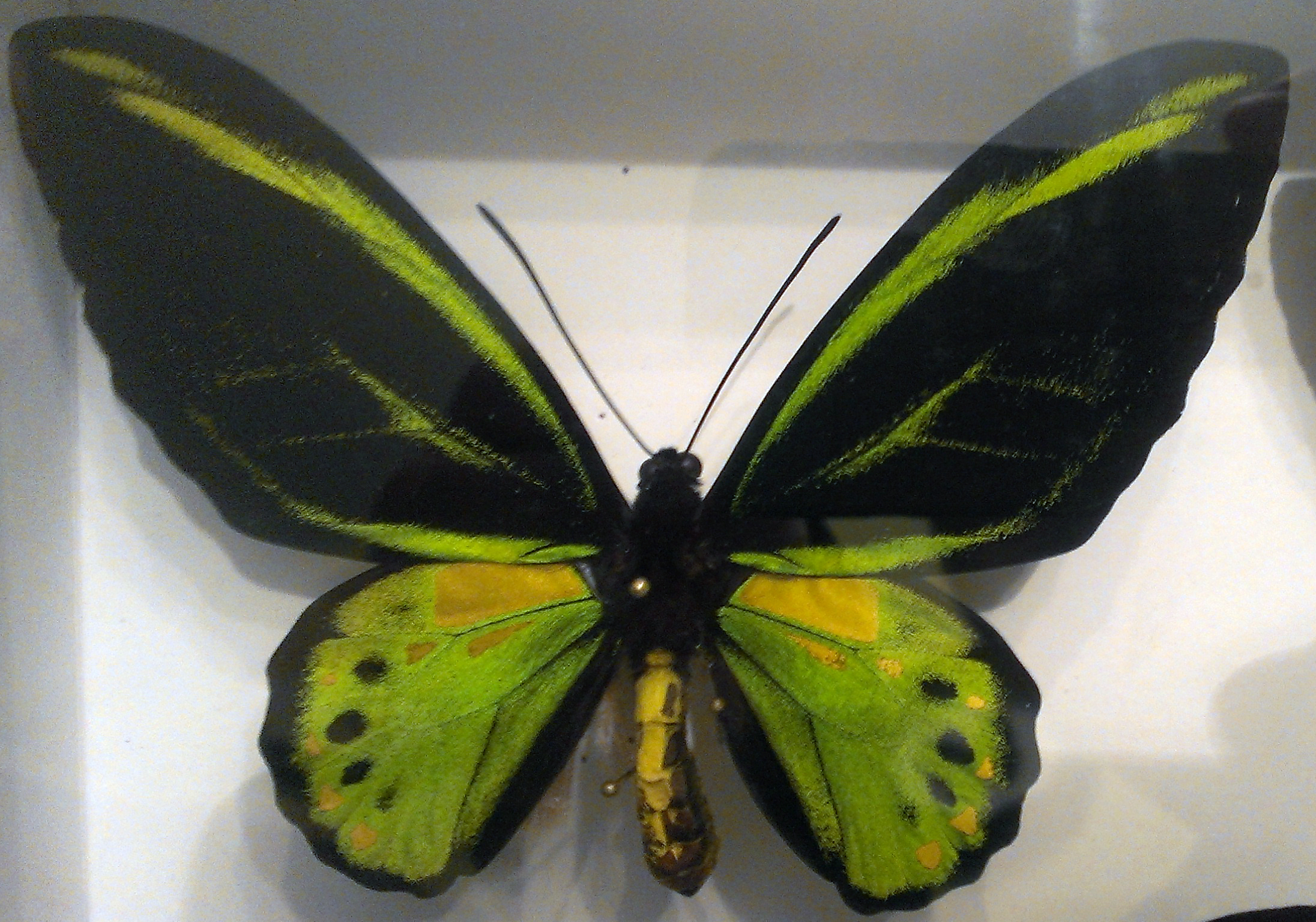
Ornithoptera akakeae (самец) является естественным гибридом между симпатрическими видами: орнитоптера Ротшильда (Ornithoptera rothschildi) и подвидом орнитоптера приам посейдон (Ornithoptera priamus poseidon)

Гибридизация насекомых часто наблюдается у чешуекрылых (бабочек). В составе отряда случаи природной гибридизации отмечаются среди представителей семейства парусников (род Papilio, Ornithoptera, Troides и некоторых других), голубянок, павлиноглазок, геликонид.
Наиболее часто природные гибриды чешуекрылых встречаются среди родственных видов, например среди рода Papilio. Также известны природные гибриды среди видов рода Ornithoptera, некоторые из которых даже имеют свои собственные названия. Например, Ornithoptera allotei — естественный гибрид между симпатрическими видами: орнитоптерой королевы Виктории (Ornithoptera victoriae) и подвидом urvillianus орнитоптеры приам (Ornithoptera priamus urvillianus). Ornithoptera akakeae является естественным гибридом между симпатрическими видами: орнитоптера Ротшильда (Ornithoptera rothschildi) и подвидом орнитоптера приам посейдон (Ornithoptera priamus poseidon).
Встречаются межвидовые гибриды среди бабочек семейства голубянки. Так в 1845 году с территории Польши впервые был описан таксон polonus, внешне похожий с голубянка коридон (Polyommatus (Lysandra) corydonius). Позднее было сделано предположение, что он является гибридом между голубянкой красивой (Polyommatus (L.) bellargus) и голубянкой коридон (Polyommatus (L.) coridon). В России на территории Волгоградской области также были обнаружены бабочки, которые имеют морфологические характеристики вида как голубянки коридон, так и таксона polonus. Для уточнения таксономического статуса были проведены молекулярно-генетические исследования, заключившие, что таксон polonus действительно является гибридом между голубянкой красивой (Polyommatus (L.) bellargus) и голубянкой коридон (Polyommatus (L.) coridon).
Ряд гибридов бабочек искусственно разводятся человеком с коммерческой целью ввиду их большой популярности и высокой стоимости среди коллекционеров насекомых. Некоторые гибриды павлиноглазок, например Graellsia isabellae x Actias dubernardi, Graellsia isabellae x Actias luna, а также всевозможные межвидовые гибриды орнитоптер разводятся искусственно для коллекционеров. Возникновение многих таких гибридов в природных условиях невозможно ввиду географической или сезонной изолированности видов.

## Жесткокрылые
Межвидовое скрещивание у жуков не является редкостью. Для жуков-усачей индо-малайского рода Batocera зарегистрирован ряд гибридов, также известны межвидовые гибриды и в роде Monochamus, имеет место спаривание между различными видами рода Dorcadion и среди представителей подрода Compsodorcadion.
Среди пластинчатоусых жуков известен гибрид Goliathus atlas — природный гибрид между Goliathus cacicus и Goliathus regius.

## Перепончатокрылые

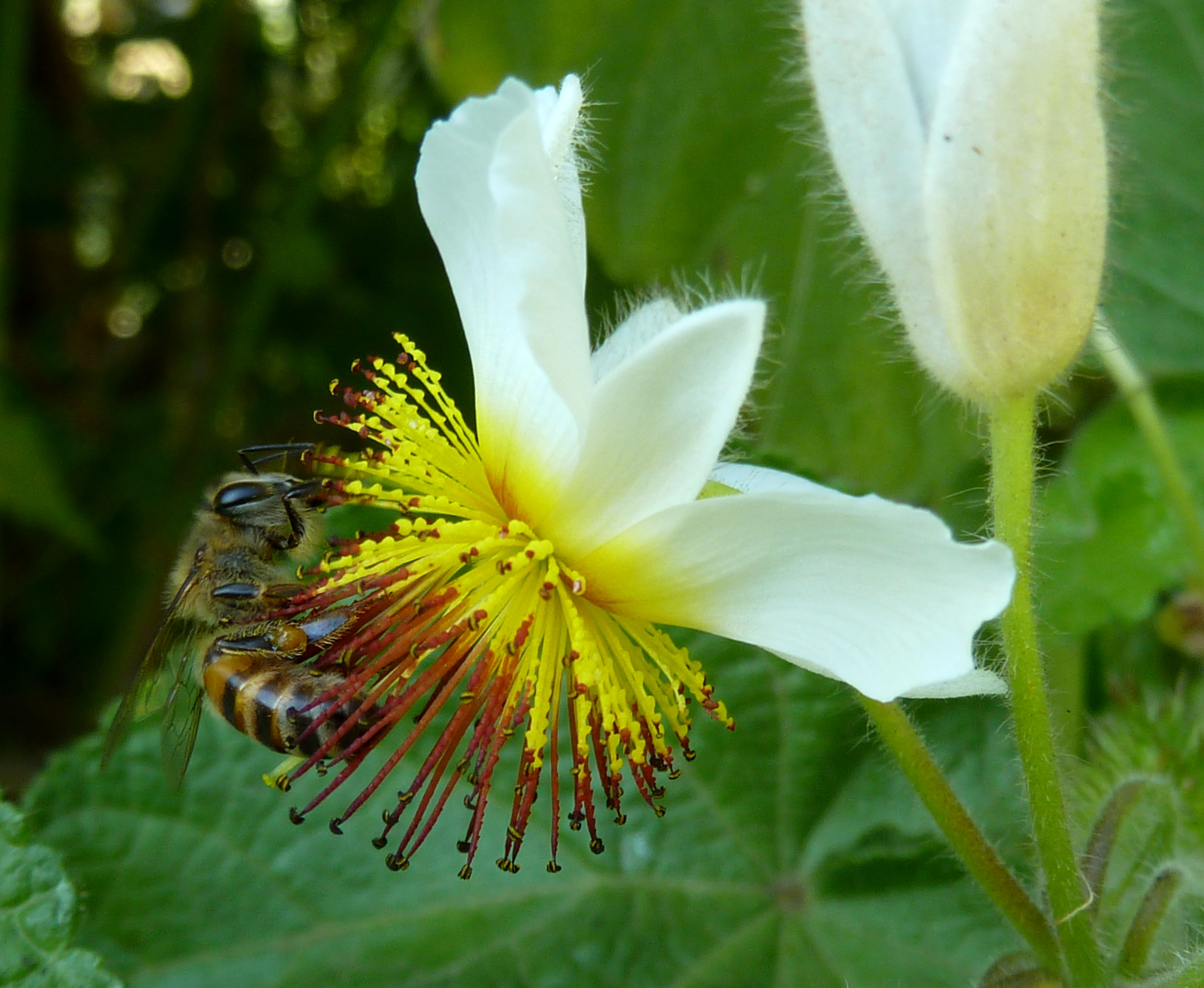
Африканизированная пчела

Африканизированная пчела (Apis mellifera scutellata) — гибрид африканской пчелы с различными видами пчел, распространенными в Европе. Внетаксономическая группа медоносных пчел (Apis mellifera). Была выведена в Бразилии в 1956 году в ходе эксперимента.
Бразильский энтомолог и генетик Уорвик Керр по просьбе пчеловодов привез этих особей из Африки. Из-за хорошей физической силы и плодовитости африканских пчел Керр решил создать путём скрещивания подвид, который смог бы лучше прижиться в жарком климате Бразилии. Однако по ошибке полученные матки нового гибрида были выпущены ученым на волю в 1957 году, где, скрещиваясь с трутнями обычных пчел, начали давать плодовитое потомство. Отличается размерами и необычайной агрессивностью. За прошедшее время новая порода пчёл распространилась по Бразилии, вытеснила своих сородичей с территории всей Южной Америки и неуклонно продвигается на север со скоростью приблизительно 270 километров в год. С 1990 года она отмечается на юге США. Унаследованная от африканской пчелы физическая сила дала африканизированным пчелам высокую жизнеспособность, устойчивость к различным погодным условиям, способность производить вдвое больше меда, чем обычные пчелы.